# Tobias Ø
Die Tobias Ø (grönländisch Tuppiap Qeqertaa) ist eine grönländische Insel im Nordost-Grönland-Nationalpark.

## Geographie
Die Insel ist zwei Kilometer lang und 1,5 Kilometer breit. Sie liegt etwa 70 km östlich des grönländischen Festlands in der Grönlandsee vor der Küste von Lambert Land. Die flache, aus Sand und Geröll bestehende Insel ist fast vollständig von einer bis zu 35 Meter hohen Eiskappe bedeckt.

## Geschichte
Der Name der Insel erinnert an den grönländischen Jäger und Hundeschlittenführer Tobias Gabrielsen, der während der Danmark-Expedition eine Schlittenreise mit dem dänischen Polarforscher Johan Peter Koch und dem Maler Aage Bertelsen an der Nordostküste Grönlands entlang nach Peary Land unternahm. Am 2. Mai 1907 meinte die Gruppe, nordöstlich von Nordostrundingen Land zu sehen, das aufgrund der schwierigen Eisbedingungen aber nicht erreicht werden konnte. Auch später wurde von gelegentlichen Sichtungen eines Fata-Morgana-Lands zwischen Grönland und Spitzbergen berichtet. Auf seinen Aufklärungsflügen über der Grönlandsee im Jahre 1938 konnte Lauge Koch die Insel jedoch nicht entdecken.
Im Mai 1993 entdeckte Gereon Budéus vom Alfred-Wegener-Institut in Bremerhaven mehrere hundert Kilometer weiter südlich eine Eiskappe, landete mit dem Helikopter des Forschungsschiffs Polarstern auf ihr und entnahm ihr einen drei Meter langen Eisbohrkern. Als Budéus’ Entdeckung den dänischen Behörden 1998 bekannt wurde, versuchten sie zunächst erfolglos, die Insel von Grönland aus mit dem Hubschrauber zu erreichen. Erst am 28. Juli 1999 landete der dänische Glaziologe Ole B. Olesen mit dem Helikopter der Polarstern. Im Jahr 2001 nahm Dänemark die Insel in Besitz, nachdem es gelungen war, sie von der Station Nord aus mit einer Twin Otter anzufliegen.
Bei den 2004 zwischen Dänemark/Grönland und Norwegen begonnenen Verhandlungen über die Seegrenze zwischen Grönland und Spitzbergen stellte die Tobias Ø die einzige Schwierigkeit dar. Die 2006 erreichte Einigung legt die Grenze der ausschließlichen Wirtschaftszonen auf der Mittellinie der Grönlandsee unter Berücksichtigung der Tobias-Insel fest.

## Flora
Das raue polare Klima lässt Pflanzenwuchs kaum zu. 2003 wurden als einzige Landpflanzen drei Moosarten nachgewiesen – das Purpurstielige Hornzahnmoos (Ceratodon purpureus), ein Glockenhutmoos (Encalypta spathulata) und eine Art der Birnmoose (Bryum sp.).